# Stróża (osada leśna w powiecie pajęczańskim)
Stróża – osada leśna w Polsce, w województwie łódzkim, w powiecie pajęczańskim, w gminie Rząśnia.